# Шамхалов, Шамиль Абдуллаевич
Шамиль Абдуллаевич Шамхалов (4 июня 1926, Баку, Азербайджан — 15 марта 2004, там же) — советский и азербайджанский спортивный деятель, заслуженный деятель физической культуры и спорта Азербайджанской Республики, заслуженный тренер Азербайджана, заслуженный тренер СССР. Персональный пенсионер Азербайджана (2002).

## Биография
Шамиль Абдуллаевич Шамхалов родился 4 июня 1926 года в городе Баку Азербайджанской ССР в семье военнослужащего пограничных войск. После окончания средней школы, в период 1943—1944 гг. работал помощником мастера на нефтяных промыслах НГДУ треста «Азнефть» в городе Баку. В период 1945—1949 гг. учился и окончил Азербайджанский государственный институт физической культуры. Будучи студентом 1-го курса, в составе спортивной делегации от АзССР участвовал во Всесоюзном параде физкультурников 12 августа 1945 года на Красной площади в г. Москва.
Шамиль Шамхалов начал карьеру тренера по волейболу, учась на втором курсе института физкультуры в ДСО «Медик» в 1947 году. С 1951 по 1955 гг. волейбольный клуб «Медик», состоявший из восьми команд юношей и девушек среднего и старшего возрастов, мужской и женской команд неоднократно занимал первые места в клубно-командном первенстве г. Баку. Впервые в истории азербайджанского волейбола, в 1956 году в г. Москва воспитанники Шамиля Шамхалова в составе сборной юношеской команды АзССР завоевали золотые медали на Всесоюзной спартакиаде школьников.
В 1956 году назначается старшим тренером во вновь созданное спортобщество «Мэхсул», а в 1960 году волейбольный клуб «Мэхсул» также занимает первое место в первенстве республики. В 1961 году приказом Спорткомитета Азербайджанской Республики Шамиль Шамхалов переводится в ЦС ДСО «Нефтчи» и назначается главным тренером женской команды мастеров «Нефтчи» и сборной Азербайджана. С 1961 по 1972 гг. руководимая им команда «Нефтчи», входила в пятёрку лучших женских клубных волейбольных команд в чемпионате СССР, а в 1966 году стала бронзовым призёром чемпионата СССР. Женская сборная Азербайджана, руководимая Шамилем Шамхаловым, в 1965 году завоевала золотые медали на Спартакиаде профсоюзов, а в 1967 году — серебряные медали на Спартакиаде народов СССР.
За многолетний период тренерской работы Шамилем Шамхаловым была подготовлена большая группа спортсменов высокого класса. Наиболее выдающиеся среди них: заслуженный мастер спорта СССР Инна Валерьевна Рыскаль — двукратная олимпийская чемпионка, двукратный серебряный призёр Олимпийских игр, чемпионка мира, обладатель Кубка Мира, трёхкратная чемпионка Европы в составе сборной СССР; заслуженный мастер спорта СССР Вера Степановна Лантратова — чемпионка Олимпийских игр, мира и Европы в составе сборной СССР.
В 2007 году Федерация волейбола Азербайджана (AVF) учредила специальную Премию имени заслуженного тренера Азербайджана и СССР Шамиля Шамхалова.
В 2010 году был проведен первый международный Мемориал заслуженного тренера Азербайджана и СССР Шамиля Шамхалова с участием зарубежных команд.

## Достижения руководимых команд
| Год  | Место | Название спортивного соревнования                         |
| ---- | ----- | --------------------------------------------------------- |
| 1962 | 5     | Чемпионат СССР среди клубных женских команд — высшая лига |
| 1963 | 4     | Чемпионат СССР среди клубных женских команд — высшая лига |
| 1964 | 4     | Чемпионат СССР среди клубных женских команд — высшая лига |
| 1965 |       | Спартакиада профсоюзов СССР среди сборных женских команд  |
| 1966 |       | Чемпионат СССР среди клубных женских команд — высшая лига |
| 1967 |       | Спартакиадa народов СССР среди сборных женских команд     |
| 1969 | 5     | Спартакиада профсоюзов СССР среди сборных женских команд  |
| 1971 | 5     | Спартакиада народов СССР среди сборных женских команд     |

## Государственные звания и награды
| Год  | Присвоенные звания и награды                                         |
| ---- | -------------------------------------------------------------------- |
| 1960 | Заслуженный тренер Азербайджанской ССР                               |
| 1964 | Заслуженный тренер СССР                                              |
| 1964 | Заслуженный деятель физической культуры и спорта Азербайджанской ССР |
| 1968 | Орден «Знак Почета»                                                  |